# Zakiganj
Zakiganj è un sottodistretto (upazila) del Bangladesh situato nel distretto di Sylhet, divisione di Sylhet. Si estende su una superficie di 287,33 km² e conta una popolazione di 174.038 abitanti (dato censimento 1991).